# Melandrya mongolica
Melandrya mongolica là một loài bọ cánh cứng trong họ Melandryidae. Loài này được Solsky miêu tả khoa học năm 1871.